# Конан (Сига)
Конан (яп. 湖南市 Конан-си) — город в Японии, находящийся в префектуре Сига. Площадь города составляет 70,49 км², население — 54 154 человека (1 июля 2014), плотность населения — 768,25 чел./км².

## Географическое положение
Город расположен на острове Хонсю в префектуре Сига региона Кинки. С ним граничат города Ясу, Ритто, Кока и посёлок Рюо.

## Население
Население города составляет 54 154 человека (1 июля 2014), а плотность — 768,25 чел./км². Изменение численности населения с 1980 по 2005 годы:
| 1980 | 32 729 чел. |  |
| 1985 | 39 212 чел. |  |
| 1990 | 46 093 чел. |  |
| 1995 | 51 372 чел. |  |
| 2000 | 53 740 чел. |  |
| 2005 | 55 325 чел. |  |

## Символика
Деревом города считается Pnus densiflora f. umbraculifera , цветком — Rhododendron indicum, птицей — Cettia diphone.